# Bogdanovac (Bujanovac)
Bogdanovac (cirill betűkkel Богдановац) egy falu Szerbiában, a Pcsinyai körzetben, a Bujanovaci községben.

## Népesség
- 1948-ban 283 lakosa volt.
- 1953-ban 288 lakosa volt.
- 1961-ben 259 lakosa volt.
- 1971-ben 252 lakosa volt.
- 1981-ben 213 lakosa volt.
- 1991-ben 147 lakosa volt
- 2002-ben 101 lakosa volt,[1] akik közül 98 szerb (97,02%) 2 macedón és 1 bolgár.[2]